# ニセコ連峰
ニセコ連峰（にせこれんぽう）は、北海道の西部にある火山群である。
比羅夫から雷電峠までを東西にわたって延びる。長さは東西約25 km、南北 15km。最高峰はニセコアンヌプリで標高1,308.2 m。ニセコ積丹小樽海岸国定公園に指定されている。

## 概要
この連峰は新見峠を境にして東山系と西山系に分かれる。東山系が急峻で中期～新期火山群に対し、西山系が高層湿原の発達したなだらかな古期火山群となる。
登山道（トレッキングコース）は縦横に張り巡らされ、とりわけ神仙沼湿原周辺に至っては遊歩道化されるなど北海道の山岳の中では最も整備の行き届いた山系である。コンパクトな山域内で泉質の異なる数多くの温泉が湧出しておりスキーやアウトドアスポーツのメッカとして人気も高い。ニセコアンヌプリの溶岩流上にはスキー場が広く整備されており、リゾート地のニセコユナイテッドとなっている。
日本海が望める、ニセコ西山系（雷電火山群）岩内岳の麓では、リゾート地「IWANAI RESORT」が開発されている。また「いわない温泉」として好循環型再生可能エネルギー活用型地域にむけた開発が進んでいる。

## 火山活動史

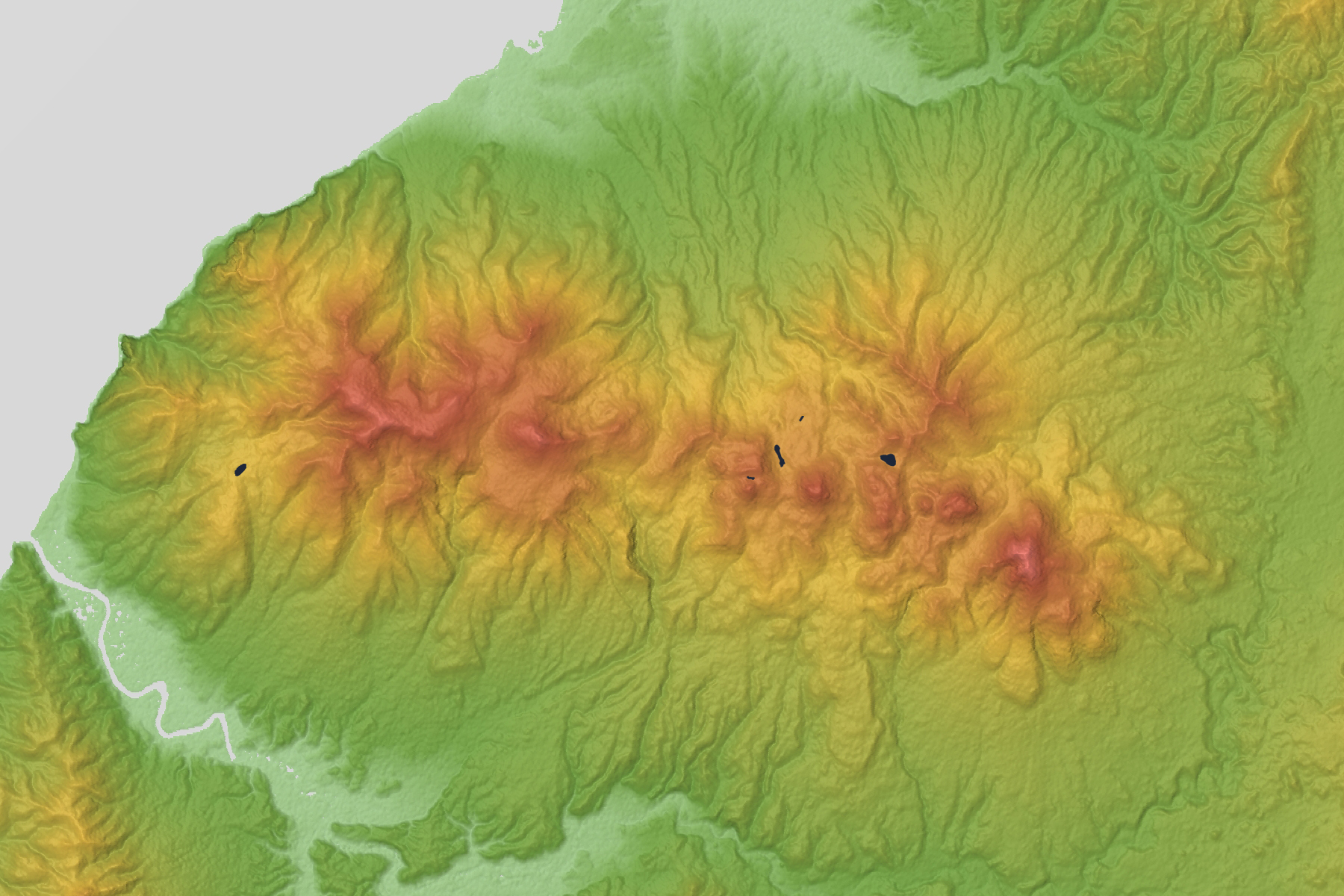
ニセコ連峰の地形図
ニセコ火山群が右側、雷電火山群が左

約200万年前から活動を開始した火山で、安山岩質の溶岩流や溶岩ドームを形成する活動を主とし、火砕流や岩屑なだれ堆積物なども認められる。
概ね古い火山ほど西に、新しい火山ほど東に分布している。完新世に活動が確認されている火山はイワオヌプリのみで、江戸時代後半や20世紀初頭には山頂部で噴気活動があったことが記録されている。
最新のイベントは約7,000年前に発生した水蒸気噴火とマグマ噴火。ニトヌプリとチセヌプリにも新鮮な火山地形が見られるが、年代測定が行われていない。
- 古期火山群
  - 雷電山 (1.6-1.0 Ma)
  - ワイスホルン (1.5-1.0 Ma)
  - 目国内岳 (1.1-0.65 Ma)
  - 岩内岳 (0.73-0.5 Ma)
- 中期火山群
  - シャクナゲ岳 (0.8-0.3 Ma)
  - 白樺山 (0.7-0.3 Ma)
  - ニセコアンヌプリ(0.7-0.25 Ma)
- 新期火山群
  - チセヌプリ (300-20 ka)☆
  - ニトヌプリ (25 ka)☆
  - イワオヌプリ (30-7 ka)○

○印は活火山、☆印は新鮮な火山地形を保っている火山

## ニセコ連峰を構成する火山群
東部山岳より記す。小数点以下が記載された座標は最高点に位置する三角点の座標。三角点の等級は本来漢数字であるが、再配列可能な表のためアラビア数字で表記している。

### ニセコ東山系（ニセコ火山群）
| 名称             | 標高     | 三角点 | 点名     | 位置                                                                | 湧出温泉            |
| ---------------- | -------- | ------ | -------- | ------------------------------------------------------------------- | ------------------- |
| ニセコアンヌプリ | 1,308.2m | 1等    | 似古安岳 | 北緯42度52分30秒 東経140度39分32秒 / 北緯42.87500度 東経140.65889度 | ひらふ温泉 五色温泉 |
| イワオヌプリ     | 1,116m   | --     | --       | 北緯42度53分07秒 東経140度38分26秒 / 北緯42.88528度 東経140.64056度 | 五色温泉            |
| ワイスホルン     | 1,045.3m | 3等    | 岩雄登   | 北緯42度54分29秒 東経140度38分00秒 / 北緯42.90806度 東経140.63333度 | 花園温泉            |
| ニトヌプリ       | 1,080m   | --     | --       | 北緯42度53分07秒 東経140度37分05秒 / 北緯42.88528度 東経140.61806度 | 湯本温泉            |
| チセヌプリ       | 1,134.2m | 2等    | 袴腰     | 北緯42度53分17秒 東経140度35分48秒 / 北緯42.88806度 東経140.59667度 | ニセコ湯本温泉      |
| シャクナゲ岳     | 1,074m   | --     | --       | 北緯42度53分20秒 東経140度34分38秒 / 北緯42.88889度 東経140.57722度 | ニセコ湯本温泉      |
| 白樺山           | 959m     | --     | --       | 北緯42度53分58秒 東経140度33分37秒 / 北緯42.89944度 東経140.56028度 | ニセコ新見温泉      |

### ニセコ西山系（雷電火山群）
| 名称       | 標高               | 三角点 | 点名   | 位置                                                                | 湧出温泉          |
| ---------- | ------------------ | ------ | ------ | ------------------------------------------------------------------- | ----------------- |
| 前目国内岳 | 980.4m             | 3等    | 五国内 | 北緯42度54分06秒 東経140度32分15秒 / 北緯42.90167度 東経140.53750度 | ニセコ新見温泉    |
| 目国内岳   | 1,220m （1202.3m） | 3等    | 四国内 | 北緯42度53分59秒 東経140度30分55秒 / 北緯42.89972度 東経140.51528度 | ニセコ新見温泉    |
| 岩内岳     | 1,085.3m           | 3等    | 岩内岳 | 北緯42度55分23秒 東経140度30分45秒 / 北緯42.92306度 東経140.51250度 | いわない温泉      |
| 幌別岳     | 1,174m             | --     | --     | 北緯42度54分32秒 東経140度29分26秒 / 北緯42.90889度 東経140.49056度 | --                |
| 雷電山     | 1,211.3m           | 1等    | 雷電岳 | 北緯42度54分13秒 東経140度28分11秒 / 北緯42.90361度 東経140.46972度 | 朝日温泉 雷電温泉 |
| 前雷電山   | 1,203.6m           | 3等    | 雷電岳 | 北緯42度54分27秒 東経140度27分37秒 / 北緯42.90750度 東経140.46028度 | 朝日温泉 雷電温泉 |

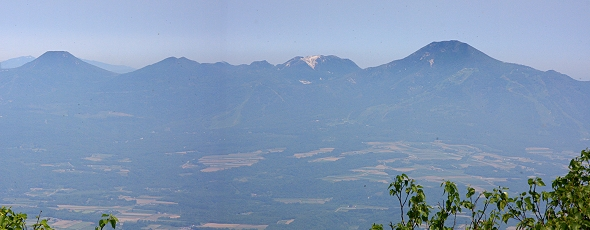
ニセコ東山系：昆布岳より望む 右からニセコアンヌプリ・イワオヌプリ・ニトヌプリ・チセヌプリ
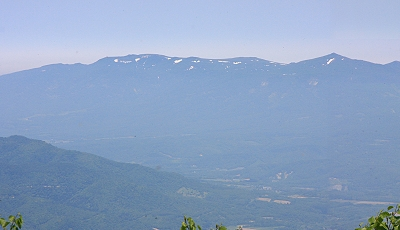
ニセコ西山系：昆布岳より望む 右から目国内岳・幌別岳・雷電山